# Liste de digrammes et trigrammes
Pour des articles plus généraux, voir Digramme et Trigramme (linguistique).
Vous pouvez aider à l'améliorer ou bien discuter des problèmes sur sa page de discussion.
- Il ne cite pas suffisamment ses sources. Vous pouvez indiquer les passages à sourcer avec {{référence nécessaire}} ou {{Référence souhaitée}}, et inclure les références utiles en les liant aux notes de bas de page. (Marqué depuis mars 2025)

- Archive Wikiwix
- Bing
- Cairn
- DuckDuckGo
- E. Universalis
- Gallica
- Google
- G. Books
- G. News
- G. Scholar
- Persée
- Qwant
- (zh) Baidu
- (ru) Yandex
- (wd) trouver des œuvres sur Wikidata

Cet article constitue une liste regroupant les digrammes et trigrammes par langue, ces dernières étant classées par ordre alphabétique.

## Albanais
|    | Phonème(s) | Exemple(s) | Traduction | Remarque(s)                                    |
| -- | ---------- | ---------- | ---------- | ---------------------------------------------- |
| dh | [ð]        | dhe        | et         | 6e lettre de l'alphabet, entre D et E.         |
| gj | [ ɟ]       | gjatë      | pendant    | 11e lettre de l'alphabet, entre G et H.        |
| ll | [ɫ]        | mbyllur    | fermé      | 17e lettre de l'alphabet, entre L et M.        |
| nj | [ ɲ]       | enjte      | jeudi      | 20e lettre de l'alphabet, entre N et O.        |
| rr | [r]        | kurrë      | jamais     | 25e lettre de l'alphabet, entre R et S.        |
| sh | [ ʃ ]      | shtunë     | samedi     | 27e lettre de l'alphabet, entre S et T.        |
| th | [θ]        | gjithmonë  | toujours   | 29e lettre de l'alphabet, entre T et U.        |
| xh | [ d͡ʒ]      | tenxhere   | casserole  | 33e lettre de l'alphabet, entre X et Y.        |
| zh | [ ʒ]       | vazhdojnë  | continuer  | 36e lettre de l'alphabet, dernière derrière Z. |

## Allemand
|     | Phonème(s) | Exemple(s)  | Traduction | Remarque(s)                                               |
| --- | ---------- | ----------- | ---------- | --------------------------------------------------------- |
| ch  | [ x]       | lachen      | rire       | Après A, O ou U.                                          |
| ch  | [ç]        | lächeln     |            | En dehors de A, O et U.                                   |
| chs | [ks]       | wachsen     | grandir    | S’emploie aussi X dans les mots d’emprunt.                |
| ei  | [aɪ]       | frei        | gratuit    |                                                           |
| eu  | [ɔʏ]       | freundlich  | amical     |                                                           |
| ie  | [iː]       | lieben      | aimer      |                                                           |
| ie  | [iə].      | aktie       | action     |                                                           |
| ng  | [ŋ]        | lang        | long       |                                                           |
| ph  | [f]        | phänomenal  | phénoménal | Principalement dans les mots d’emprunt. Ailleurs, F ou V. |
| qu  | [kʰv]      | quadratisch | carré      |                                                           |
| sch | [ ʃ ]      | schon       | déjà       |                                                           |
| ss  | [s]        | küssen      | embrasser  |                                                           |
| st  | [ ʃt]      | stellen     | poser      | Souvent en début de mot.                                  |
| st  | [st]       | fest        | fermement  | Utilisé également dans les mots d’emprunt.                |

## Anglais
- ai et ay correspondent principalement à la diphtongue [ei].
- ch, correspond généralement à [ t͡ʃ ], moins souvent à [ ʃ ].
- ck correspond à [k].
- ea, ie et ei correspondent principalement à [i].
- ee correspond à [i].
- gh correspond à [f].
- kn correspond à [n].
- ll correspond à [l].
- ng correspond à [ŋ] ou à [ŋg] (consonne nasale vélaire voisée)
- oo correspond à [u].
- ph correspond à [f].
- pn correspond à [n] en début de mot ou de morphème.
- ps correspond à [s] en début de mot ou de morphème.
- pt correspond à [t] en début de mot ou de morphème.
- sh correspond à [ ʃ ].
- th correspond généralement à [θ] ou [ð].
- ue correspond à [u].
- wh correspond à [ʍ] (voir Ƕ).

## Basque
- tx correspond à [tʃ].

## Breton
- añ correspond à [ɑ̃ː] ou [ã]
- ch correspond, hors cas de mutation adoucissante ou de voisement final, à [ʃː] sous l’accent tonique lorsque le mot se poursuit par une consonne ou rien (finale de mot), à [ʃ] en dehors de l’accent ou lorsque le mot se poursuit par une consonne, et à [ʒ] dans le cas d’une mutation adoucissante ou en finale selon le mot qui suit.
- cʼh correspond à [x(ː)], [ɣ] ou [h].
- eñ correspond à [ẽː] sous l’accent tonique lorsque le mot se poursuit par une consonne courte, une voyelle ou rien (finale de mot), à [ẽ] ou [ɛ̃] en dehors de l’accent ou devant une consonne longue.
- eu correspond à [øː] sous l’accent tonique lorsque le mot se poursuit par une consonne courte, une voyelle ou rien (finale de mot), à [ø] ou [œ] en dehors de l’accent ou devant une consonne longue.
- euñ correspond à [œ̃ː] sous l’accent tonique lorsque le mot se poursuit par une consonne courte, une voyelle ou rien (finale de mot), à [œ̃] en dehors de l’accent ou devant une consonne longue.
- ʼf correspond à [f̬], son intermédiaire entre [f] et [v], ce digramme, inusité dans la graphie standard, est parfois en usage en initiale de mot en graphie dite universitaire, mais cette dernière est de moins en moins employée.
- gn correspond à [ɲː] sous l’accent tonique lorsque le mot se poursuit par une voyelle ou rien (finale de mot), à [ɲ] en dehors de l’accent ou devant une consonne.
- ilh correspond à [ʎː] sous l’accent tonique lorsque le mot se poursuit par une voyelle ou rien (finale de mot), à [ʎ] en dehors de l’accent ou devant une consonne.
- iñ correspond à [ĩː] sous l’accent tonique lorsque le mot se poursuit par une consonne courte, une voyelle ou rien (finale de mot), à [ĩ] en dehors de l’accent ou devant une consonne longue.
- ll correspond à [lː] sous l’accent tonique lorsque le mot se poursuit par une voyelle ou rien (finale de mot), à [l] en dehors de l’accent ou devant une consonne.
- mm correspond à [mː] sous l’accent tonique lorsque le mot se poursuit par une voyelle ou rien (finale de mot), à [m] en dehors de l’accent ou devant une consonne.
- nn correspond à [nː] sous l’accent tonique lorsque le mot se poursuit par une voyelle ou rien (finale de mot), à [n] en dehors de l’accent ou devant une consonne.
- oñ correspond à [ɔ̃ː] sous l’accent tonique lorsque le mot se poursuit par une consonne courte, une voyelle ou rien (finale de mot), à [ɔ̃] en dehors de l’accent tonique ou devant une consonne longue.
- ou correspond à [u(ː)] ou [w(ː)].
- rr correspond à [rː] sous l’accent tonique lorsque le mot se poursuit par une voyelle, à [r] en dehors de l’accent, lorsque le mot se poursuit par une consonne ou en finale de mot.
- sh correspond à [s(ː)] en KLT, et à [h(ː)] ou est muet selon les parlers en vannetais.
- uñ correspond à [ũː] sous l’accent tonique lorsque le mot se poursuit par une consonne courte, une voyelle ou rien (finale de mot), à [ũ] en dehors de l’accent tonique ou devant une consonne longue.
- zh correspond à [z] en KLT, et à [h(ː)] en vannetais.

## Catalan
- ig correspond à [ t͡ʃ ] en fin de mot et après une voyelle.
- ix correspond à [ ʃ ] après une voyelle.
- gu correspond à [g] devant e ou i.
- ll correspond à [ʎ].
- l·l correspond à [ll].
- ny correspond à [ ɲ].
- qu correspond à [k] devant e ou i.
- rr correspond à [r] entre deux voyelles.
- ss correspond à [s] entre deux voyelles.
- tg correspond à [ d͡ʒ] devant e ou i.
- tj correspond à [ d͡ʒ] devant a ou o ou u/
- ts correspond à [t͡s].
- tx correspond à [ t͡ʃ ].
- tz correspond à [d͡z].

## Corse
- ch correspond à [k] et est uniquement utilisé avant e et i.
- chj correspond à [c].
- dd correspond à [ɖ] et est uniquement présent dans le sud de la Corse (quelques exceptions existent).
- gh correspond à [g] et est uniquement utilisé avant e et i.
- ghj correspond à [ɟ].
- gl correspond à [ʎ] avant i.
- gn correspond à [ɲ].
- sc correspond à [ʃ] avant e et i et correspond à [sk] avant d'autres lettres.
- sg correspond à [ʒ] avant e et i et correspond à [sg] avant d'autres lettres.

## Espagnol
- ch correspond à [ t͡ʃ ].
- gu correspond à [g] devant e, i ou y.
- ll, correspond à [ʎ].
- qu correspond à [k].
- rr correspond à [r] et ne se rencontre qu'entre deux voyelles. À noter cependant qu'en tant que double consonne prononcée rr n'est pas phonétiquement équivalent à la consonne simple r et constitue une paire minimale dans certains cas, permettant de distinguer deux paronymes quasi-homophones comme pero  (« mais ») et perro  (« chien »), le second se prononçant avec un /r/ “roulé” plus long et insistant.

## Espéranto
Pour l'espéranto, contrairement aux autres langues, il ne s'agit pas digrammes mais d'un moyen permettant d'écrire les lettres accentuées au moyen d'un clavier n'en disposant pas.
|    | Phonème | Exemples | Traduction | Remarque        |
| -- | ------- | -------- | ---------- | --------------- |
| ch | [ t͡ʃ ]  | chielo   | ciel       | Substitut de Ĉ. |
| cx | [ t͡ʃ ]  | cxielo   | ciel       | Substitut de Ĉ. |
| gh | [ d͡ʒ]   | ghardeno | jardin     | Substitut de Ĝ. |
| gx | [ d͡ʒ]   | gxardeno | jardin     | Substitut de Ĝ. |
| hh | [ x]    | hhoro    | chœur      | Substitut de Ĥ. |
| hx | [ x]    | hxoro    | chœur      | Substitut de Ĥ. |
| jh | [ ʒ]    | jheti    | jeter      | Substitut de Ĵ. |
| jx | [ ʒ]    | jxeti    | jeter      | Substitut de Ĵ. |
| sh | [ ʃ ]   | shafo    | mouton     | Substitut de Ŝ. |
| sx | [ ʃ ]   | sxafo    | mouton     | Substitut de Ŝ. |
| uh | [w]     | auhtuno  | automne    | Substitut de Ŭ. |
| ux | [w]     | auxtuno  | automne    | Substitut de Ŭ. |

## Français

### Pourquoi tant de digrammes/trigrammes en français?
Le français compte 55 polygrammes (digrammes et trigrammes) en tout, ce qui constitue un record pour les langues européennes, parmi lesquelles il n'est dépassé que par l'irlandais qui en compte 62. Soit 44 digrammes (car « œu » comporte une ligature et une lettre donc deux graphèmes simples), et 11 trigrammes. Ce nombre élevé de signes composés est une des raisons de la complexité et donc de la difficulté de l'orthographe française, avec le nombre et la fréquence de lettres muettes qu'elle comporte, ainsi que la pluralité des réalisations phonétiques de chacun des graphèmes du français, comme la diversité des manières d'écrire chacun de ses phonèmes.
Les raisons de ce grand nombre de digrammes/trigrammes en français sont multiples.

#### Il manque des lettres à notre alphabet
La première est sans nul doute que, malgré son alphabet de 26 lettres, plus ses 13 voyelles accentuées (comme é, à, û ou ï : signes diacritiques suscrits), sa consonne à cédille (le ç : signe diacritique souscrit) et ses 2 ligatures (æ et œ) — ce qui fait 42 graphèmes simples au total —, parmi les 40 phonèmes du français il existe des sons spécifiques qui ne sont pas représentés par un signe simple, comme par exemple les phonèmes /ʃ/ (digrammes “ch” ou “sh”), /ɑ̃/ (entre autres “an”, “en”), /ɛ̃/ (entre autres “in”), /u/ (entre autres “ou”), etc.. Souvent, ces sons n'existaient pas en latin classique et n'avaient donc pas de lettre dédiée (sauf le “u” latin → /u/ qui s'est peu à peu prononcé /y/ en français privant le son “ou” de graphème simple) : donc l'alphabet latin que nous utilisons est adapté seulement partiellement à la phonologie des langues romanes actuelles, mais particulièrement peu à celle du français qui s'est plus éloigné de la phonologie latine que ses langues sœurs comme l'italien ou l'espagnol, l'occitan, le catalan,.
Par exemple, l'évolution phonétique d'une langue connaît parfois le phénomène de la « monophtongaison » : un couple de lettre comme “au” se prononçait bien en diphtongue (/au/ voire /aw/) en latin puis en ancien français, mais avec le temps il a correspondu à un phonème unique et stable : /o/, sans voir son écriture changer, peut-être du fait du conservatisme et de la révérence envers l'histoire des clercs et des lettrés. Ainsi la diphtongue “au” (deux graphèmes distincts pour un phonème unique mais “glissant” au timbre variable au cours de son émission) devient le digramme “au” (un seul graphème composé pour un seul phonème vocalique au timbre stable ou « monophtongue »). Sa graphie représente donc un archaïsme non phonologique en français d'aujourd'hui [voir « Fausses diphtongues et anciennes diphtongues » de l'article générique sur le digramme].

#### Le français a plusieurs langues d'origine
Sans oublier la transcription parfois problématique de sons, de mots et de tournures empruntés dès l'antiquité tardive et le haut Moyen Âge à d'autres langues que les bas-latin et latin vulgaire de l'époque, et dont la phonétique en était parfois très éloignée : le gallo-roman, comme son nom l'indique, est lui-même le résultat d'une fusion progressive entre le gaulois et le latin tardif, laquelle a laissé des traces dans notre français du XXIe siècle. Et il a connu des transformations par les apports syntaxiques, morphologiques, lexicaux et surtout phonétiques (notamment pour les sons-voyelles) issus du vieux-francique (la langue germanique ancienne des Francs saliens).
Ainsi le gallo-roman a peu à peu donné naissance à l'ancien français, mais aussi à l'ancien occitan, l'ancien catalan et à l'ancien francoprovençal. Il était déjà suffisamment éloigné du latin en 813 pour que ce dernier soit devenu presque incompréhensible pour les populations de l'ouest de l'empire de Charlemagne (sauf pour les clercs) : le concile de Tours en prend acte et préconise désormais que les sermons soient dits en « rusticam Romanam linguam » (langue romane rustique) et non plus en latin. [Voir les articles détaillés « Histoire de la langue française » et « Histoire linguistique de la France »].
Le français a donc une pluralité de langues mères, substrats et superstrats linguistiques assez éloignés les uns des autres, tant sur le plan phonétique que lexical et grammatical (sauf à remonter à l'hypothétique indo-européen commun). Il résulte de la confluence de langues celtiques, latines et germaniques. Ceci explique le caractère particulièrement composite du français actuel, et le fait que parmi les langues romanes, le français semble à certains chercheurs (dont Mario Pei) comme la plus éloignée phonétiquement du latin, et donc inévitablement la plus difficile à transcrire en utilisant l'alphabet latin. Ainsi, malgré le fait que leur langue mère latine commune engendre entre toutes les langues romanes actuelles une parenté évidente et qu'elles partagent de nombreuses similitudes qui favorisent leur apprentissage réciproque et une relative intercompréhension, « un hispanophone aura beaucoup plus de difficultés à comprendre le français que l’italien », et encore plus de difficultés à l'écrire !      

#### L'écriture du français n'est pas que phonographique

##### Lettres à valeur idéographique
Une autre raison est que l'orthographe française en général, si complexe et difficile à apprendre, n'est en effet que partiellement phonographique : elle contient par exemple des lettres muettes à valeur idéographique, comme le “s” du pluriel qui a le sens de « pluralité » mais ne transcrit pas un son : « les champs » → /le ʃɑ̃/, hormis dans le cas de la liaison : « les hommes » → /le‿zɔm/. Ici le “s” du pluriel ne transcrit pas à proprement parler un son, mais il exerce une influence phonologique en modifiant la prononciation de l'article tout en laissant intacte celle du nom : « le champ » (/lə ʃɑ̃/) → « les champs » /le ʃɑ̃/. Si bien qu'à l'oral, ce “s” muet est paradoxalement tout de même la seule marque audible du pluriel dans la seconde locution isolée. Le “s” de « champs » au pluriel n'a pour sa part aucune valeur phonographique ni même la moindre influence phonologique : il ne sert qu'à marquer l'idée de pluriel — exclusivement à l’écrit, sans lien avec la langue orale — sauf en cas de liaison avec un mot commençant par un son-voyelle : « les champs Élyséens » → /le ʃɑ̃‿zelizeɛ̃/.

##### Signes et lettres à valeur étymomlogique
De plus l'orthographe française témoigne de l'habitude d'une sorte de « rémanence » étymologique (œuvre des anciens grammairiens et linguistes admiratifs du latin et férus de l'histoire de la langue) comme par exemple l'existence de l'accent circonflexe. Celui-ci est (entre autres) le témoin de l'existence d'un “s” aujourd'hui disparu qui ne se prononçait plus et qui relève donc seulement de l'étymologie comme dans « forêt » ; mais que l'on entend dans l'adjectif « forestier » ainsi que dans de nombreux couples nom/adjectif dérivé : hôpital/hospitalier, fenêtre/défenestré, épître/épistolaire, etc.
C'est aussi le cas de nombreuses lettres qui ont une valeur historico-étymologique et non phonographique, laquelle se traduit par la création de plusieurs digrammes et trigrammes : ainsi le “o” de l'ancien français coer, devenu coeur en moyen français, puis s'étant ligaturé au “e” → « cœur », et qui rappelle le “o” du mot latin d'origine cor sans plus être prononcé en français d'aujourd'hui → /kœʁ/, mais qu'on retrouve dans « cordial » ; ce “o” exerce néanmoins une influence phonétique puisqu'il implique la prononciation du « c “dur” » → /k/. 
Mais pour le mot « nœud », la présence du “o” dans la ligature est purement étymologique, renvoyant à son origine latine nōdus que l'on entend dans « nodal », « nodule » ; or ce “o” étymologique a été  « restauré » au XIIe siècle, alors qu'en ancien français il s'écrivait (rarement) et se prononçait neu.
Les premiers grammairiens, chargés par le pouvoir de fixer l'écriture du français (création de l'Académie française par Richelieu en 1635) ont donc opté pour une orthographe souvent étymologique plutôt que phonétique. Ils décident « alors d’ajouter des consonnes aux mots pour rappeler leurs origines grecques et latines. [...] C’est ainsi que les lettres muettes font leur apparition en français ». Par exemple le “p” final non prononcé de « champ » qui renvoie à celui — prononcé — du mot latin campus emprunté aujourd'hui directement pour désigner des bâtiments universitaires. Ou le “p” et le “s” ajoutés à « *cor » (→ « corps ») et à « *tem » (→ « temps »), ou encore le “g” et le “t” ajoutés à « *doi » (→ « doigt ») pour recréer artificiellement le lien avec les termes latins corpus, tempus et digitum dont ils viennent.
Ainsi, de nombreuses lettres et graphèmes en français n'ont aucune valeur phonographique (ils sont dits muets), mais sont un simple témoignage du passé ou d'une langue “théorique” qui ne correspond pas bien à sa réalisation phonétique effective actuelle. De nombreux signes graphiques sont aussi périmés ou inadaptés au français réellement parlé aujourd'hui.

#### Une orthographe traditionnelle et complexe
Le français est donc la langue romane où le hiatus entre la langue parlée et la langue écrite est le plus grand, où chaque lettre se voit attribuer le plus de prononciations différentes (selon leur contexte ou selon la tradition) ou sont muettes, et où chaque phonème peut s'écrire du plus grand nombre de façons. En témoigne la liste impressionnante des correspondances graphèmes/phonèmes du français. Le Wiktionnaire en dénombre au minimum 700 ! Alors que l'espagnol, autre langue romane proche, voit une biunivocité presque toujours observée entre le parlé et l'écrit : grosso modo, un son = un seul signe, et un signe = un seul son (abstraction faite des nombreux accents différents des locuteurs). De plus, le français a connu plus d'influences croisées (phonétiques particulièrement) de ses langues d'origine (substrat celtique et superstrat germanique, voir ci-dessus) que ses langues-sœurs romanes (comme l'italien, ou l'espagnol malgré la forte influence de l'arabe) : ces influences se sont fondues avec le latin en “forçant” un peu son alphabet.
C'est la raison pour laquelle l'orthographe française est rarement bien maîtrisée aujourd'hui avant un niveau de fin d'enseignement supérieur, alors que l'orthographe ne pose habituellement presque plus de problèmes à un hispanophone natif dès le début de l'enseignement secondaire. En France, l'orthographe est même une sorte de sport national organisant des compétitions, des défis et des championnats (voir la « Dictée de Mérimée »). [Voir aussi les articles détaillés « Orthographe du français », « Histoire de l'orthographe française » et « Réforme de l'orthographe française »].
Et bien sûr, les digrammes/trigrammes en français ne pouvaient pas déroger à cette règle générale de l’orthographe et du système d'écriture français : ils n'obéissent que partiellement à une logique pleinement phonographique, plusieurs graphies renvoient au même son, et ils sont donc très nombreux...

### Recensement
|     | Phonème(s) | Exemple(s)      | Remarque(s) | Rectifications orthographiques de 1990                     |   |
| --- | ---------- | --------------- | --- | ---------------------------------------------------------- | - |
| ae  | [e]        | ex aequo        | Souvent utilisé comme substitut de æ par contrainte typographique.                                                                                             | –                                                          |   |
| aen | [ɑ̃]        | Caen            | Rare. | –                                                          |   |
| ai  | [ɛ]        | maitre          | Issu de la monophtongaison du [ai] de l'ancien français. | –                                                          |   |
| aî  | [ɛ]        | maître          | | supprimé (devenu ai)                                       |   |
| aim | [ɛ̃]        | faim            | En fin de mot ou devant m, b ou p. | –                                                          |   |
| ain | [ɛ̃]        | main            | En fin de mot ou devant une consonne (sauf m, b ou p). | –                                                          |   |
| am  | [ɑ̃]        | chambre         | Devant m, b ou p. | –                                                          |   |
| an  | [ɑ̃]        | chanter         | En fin de mot ou devant une consonne (sauf m, b ou p). | –                                                          |   |
| aon | [ɑ̃]        | faon            | Rare. Aussi dans paon, taon et la ville de Laon. | –                                                          |   |
| aou | [u]        | saouler         | Il est également correct d'écrire soûler ou souler. | –                                                          |   |
| aoû | [u]        | août            | Également mots apparentés (aoûtat, aoûtien, etc.). | supprimé (devenu aou)                                      |   |
| au  | [o]        | chaud           | Issu de la monophtongaison du [au] de l'ancien français. | –                                                          |   |
| ay  | [ɛj]       | ayant           | Généralement devant une voyelle. | –                                                          |   |
| ay  | [ɛ.i]      | pays            | Généralement devant une consonne. | –                                                          |   |
| ch  | [ ʃ ]      | chocolat        | Peut aussi représenter [k] dans certains mots d'origine grecque comme archéologie.                                                                             | –                                                          |   |
| eau | [o]        | fardeau         | | –                                                          |   |
| ei  | [ɛ]        | seiche          | | –                                                          |   |
| eî  | [ɛː]       | reître          | | supprimé (devenu ei)                                       |   |
| eim | [ɛ̃]        | Reims           | Rarissime. | –                                                          |   |
| ein | [ɛ̃]        | feindre         | En fin de mot ou devant une consonne (sauf m, b ou p). | –                                                          |   |
| em  | [ɑ̃]        | emballage       | Devant m, b ou p. | –                                                          |   |
| en  | [ɑ̃]        | enveloppe       | En fin de mot ou devant une consonne (sauf m, b ou p). | –                                                          |   |
| en  | [ɛ̃]        | coréen, lien    | En fin de mot précédé d'un é ou d'un i. Aussi dans examen, magenta…                                                                                            | –                                                          |   |
| eu  | [œ]        | jeune           | Dans la locution adverbiale à jeun, le digramme un prend la priorité. Il faudra donc prononcer [a ʒœ̃] et non [a ʒœn].                                          | –                                                          |   |
| eu  | [ø]        | deux            | Surtout en syllabe ouverte. | –                                                          |   |
| eu  | [y]        | (il) eut        | Seulement dans quelques formes conjuguées du verbe avoir. | –                                                          |   |
| eû  | [ø]        | jeûne           | Seulement dans la famille du mot jeûne. | maintenu dans jeûne et jeûnes (nom ou verbe) et dans Deûle |   |
| eû  | [y]        | (qu'il) eût     | Seulement dans quelques formes conjuguées du verbe avoir. | –                                                          |   |
| ey  | [e]        | aveyronnais     | Principalement dans des noms de lieux ainsi que les gentilés correspondants.                                                                                   | –                                                          |   |
| ge  | [ ʒ]       | pigeon          | Devant a, o ou u. | quelques incohérences rectifiées avec geü (gageüre)        |   |
| gn  | [ ɲ]       | gagner          | Souvent prononcé [nj] en français moderne. Lorsqu'il n'est pas un digramme, il se réalise [gn] (gnou, igné, stagnant, etc.).                                   | –                                                          |   |
| gu  | [g]        | guépard         | Devant une voyelle. Parfois prononcé [gɥ], comme dans aiguille, ou [gw], comme dans guacamole.                                                                 | quelques incohérences rectifiées avec gü (argüer)          | – |
| ign | [ ɲ]       | oignon          | Rare. Souvent prononcé [nj] en français moderne. | supprimé (devenu gn)                                       | – |
| il  | [ j]       | ail, deuil      | Après a, e, eu, œ ou ue. | –                                                          |   |
| il  | [i]        | outil, fils     | Devant m, s ou en position finale. | –                                                          |   |
| ill | [ j]       | taille, feuillu | Après a, e, eu, œ, ou, u, ou ue. | –                                                          |   |
| im  | [ɛ̃]        | impensable      | Devant m, b ou p. | –                                                          |   |
| in  | [ɛ̃]        | inconcevable    | En fin de mot ou devant une consonne (sauf m, b ou p). | –                                                          |   |
| în  | [ɛ̃]        | (vous) vîntes   | Dans de rares formes conjuguées du passé simple. | –                                                          |   |
| ll  | [ j]       | billet          | Précédé d'un i. | –                                                          |   |
| ng  | [ŋ]        | parking         | Rare. Prononcé [ŋ] ou [ŋg] selon le mot et le locuteur. Mots empruntés de l'anglais ou du chinois.                                                             | –                                                          |   |
| oe  | [e]        | foetus          | Utilisé comme substitut de œ par contrainte typographique (voir « clavier œ »). Souvent prononcé [ø] en français moderne.                                      | –                                                          |   |
| oe  | [ɛ]        | oestrus         | Utilisé comme substitut de œ (voir précédent). Souvent prononcé [œ] en français moderne.                                                                       | –                                                          |   |
| oe  | [ø]        | foehn           | Rare. Parfois orthographié avec la ligature œ. | –                                                          |   |
| oê  | [wa]       | poêle           | Rare. | –                                                          |   |
| oi  | [wa]       | bois            | | –                                                          |   |
| oî  | [wa]       | boîte           | | maintenu dans croîs et croît                               |   |
| oin | [wɛ̃]       | foin            | En fin de mot ou devant une consonne (sauf m, b ou p). | –                                                          |   |
| om  | [ɔ̃]        | ombre           | Devant m, b ou p. | –                                                          |   |
| on  | [ɔ̃]        | honte           | En fin de mot ou devant une consonne (sauf m, b ou p). | –                                                          |   |
| ou  | [u]        | cou             | Généralement devant une consonne ou en fin de mot. | –                                                          |   |
| ou  | [w]        | couette         | Devant une voyelle. | –                                                          |   |
| où  | [u]        | où              | Utilisé uniquement dans le mot où. | –                                                          |   |
| oû  | [u]        | goût            | | supprimé (devenu ou)                                       |   |
| œu  | [ø]        | vœu             | | –                                                          |   |
| œu  | [œ]        | cœur            | | –                                                          |   |
| ph  | [f]        | photographie    | Principalement dans des mots d'origine grecque. | –                                                          |   |
| qu  | [k]        | qui             | Parfois prononcé [kw] comme dans adéquat. | –                                                          |   |
| sch | [ ʃ ]      | esche           | Principalement dans des mots d’origine germanique. | –                                                          |   |
| sh  | [ ʃ ]      | shampoing       | Principalement dans des mots d’origine anglaise, hébraïque ou japonaise.                                                                                       | –                                                          |   |
| ss  | [s]        | chasse          | Généralement entre deux voyelles. | –                                                          |   |
| ue  | [œ]        | orgueil         | Après c ou g et devant il ou ill. Rare. Surtout pour cueillir et apparentés.                                                                                   | –                                                          |   |
| um  | [œ̃]        | humble          | Devant m, b ou p. Conservé dans le Midi, en Belgique et au Québec, mais parfois prononcé [ɛ̃] en français moderne du Nord.                                      | –                                                          |   |
| un  | [œ̃]        | brun            | En fin de mot ou devant une consonne (sauf m, b ou p). Conservé dans le Midi, en Belgique et au Québec, mais parfois prononcé [ɛ̃] en français moderne du Nord. | –                                                          |   |
| ym  | [ɛ̃]        | thym            | En fin de mot ou devant m, b ou p. | –                                                          |   |
| yn  | [ɛ̃]        | syncope         | Principalement dans des mots d'origine grecque. | –                                                          |   |
| zz  | [dz]       | mezzanine       | Principalement dans des mots d’origine italienne. | –                                                          |   |

## Gallois
- ch correspond à [χ].
- dd correspond à [ð].
- ff correspond à [f].
- ll correspond à [ɬ].
- ng correspond à [ŋ].
- ph correspond à [f].
- rh correspond à [r̥].
- th correspond à [θ].

## Grec ancien
- ει (ei) correspond à [eː].
- ου (ou) correspond à [oː].

## Grec moderne
- αι (ai) correspond à [ɛ].
- ει (ei) correspond à [i].
- γκ (gk) correspond à [g].
- μπ (mp) correspond à [b].
- ντ (nt) correspond à [d].
- οι (oi) correspond à [i].
- ου (ou) correspond à [u].

## Groenlandais
- gg correspond à [çː].
- rl correspond à [ɬː].
- rn correspond à [ɴ].
- rp correspond à [pː].
- rs correspond à [sː].

## Hongrois
|     | Phonème(s) | Exemple(s) | Traduction  | Remarque(s)                                                                         |
| --- | ---------- | ---------- | ----------- | ----------------------------------------------------------------------------------- |
| cs  | [ t͡ʃ ]     | csak       | seulement   | 5e lettre de l'alphabet, entre C et D.                                              |
| dz  | [d͡z]       | edz        | s'entraîner | 7e lettre de l'alphabet, entre D et Dzs.                                            |
| dzs | [ d͡ʒ]      | dzsungel   | jungle      | 8e lettre de l'alphabet, entre Dz et E. Presque uniquement dans les mots d'emprunt. |
| gy  | [ ɟ]       | gyöngy     | perle       | 13e lettre de l'alphabet, entre G et H.                                             |
| ly  | [ j]       | lyuk       | trou        | 20e lettre de l'alphabet, entre R et S.                                             |
| ny  | [ ɲ]       | lány       | fille       | 23e lettre de l'alphabet, entre S et T.                                             |
| sz  | [s]        | szesz      | alcool      | 32e lettre de l'alphabet, entre T et U.                                             |
| ty  | [c]        | tyúk       | poule       | 34e lettre de l'alphabet, entre X et Y.                                             |
| zs  | [ ʒ]       | garázs     | garage      | 44e lettre de l'alphabet, dernière derrière Z.                                      |

## Irlandais
|       | Phonème(s) | Exemple(s) | Traduction        | Remarque(s)                                                           | Remarque(s)                                                                |
| ----- | ---------- | ---------- | ----------------- | --------------------------------------------------------------------- | -------------------------------------------------------------------------- |
| abh   | [əu̯]       | leabhar    | livre             | Se prononce [oː] à Donegal.                                           | Se prononce [oː] à Donegal.                                                |
| adh   | [əi̯]       | adhairt    | oreiller          | Se prononce [eː] à Donegal et se prononce toujours [ə] en fin de mot. | Se prononce [eː] à Donegal et se prononce toujours [ə] en fin de mot.      |
| ae    | [eː]       | gaelach    | gaélique          |                                                                       |                                                                            |
| aei   | [eː]       | gaeilge    | irlandais         | Entre une consonne vélarisées et une consonne palatalisée.            | Entre une consonne vélarisées et une consonne palatalisée.                 |
| agh   | [əi̯]       | aghaidh    | visage            | Se prononce [eː] à Donegal.                                           | Se prononce [eː] à Donegal.                                                |
| ai    | [a]        | baile      | habitation        |                                                                       |                                                                            |
| ai    | [aː]       | crainn     | arbres            | Avant rd, rl ou rn ou en fin de syllabe avant ll, nn ou rr.           | Avant rd, rl ou rn ou en fin de syllabe avant ll, nn ou rr.                |
| ai    | [ɛ]        | saibhir    | riche             | Extrêmement rare.                                                     | Extrêmement rare.                                                          |
| ai    | [ə]        | eolais     | (le) savoir       | Syllabe ne portant pas l'accent tonique.                              | Syllabe ne portant pas l'accent tonique.                                   |
| ái    | [aː]       | gabháil    | attraper          | Entre une consonne vélarisée et une consonne palatalisée.             | Entre une consonne vélarisée et une consonne palatalisée.                  |
| aí    | [iː]       | maígh      | déclarer          | Entre une consonne vélarisée et une consonne palatalisée.             | Entre une consonne vélarisée et une consonne palatalisée.                  |
| amh   | [əu̯]       | amhantar   | projet            | Se prononce [oː] à Donegal.                                           | Se prononce [oː] à Donegal.                                                |
| aío   | [iː]       | naíonán    | bébé              | Entre deux consonnes vélarisées.                                      | Entre deux consonnes vélarisées.                                           |
| ao    | [iː]       | saol       | vie               | Entre une consonne vélarisée et une consonne palatalisée.             | Se prononce [eː] dans les dialectes du sud.                                |
| ao    | [eː]       | aon        | tout              | Seulement dans aon (tout).                                            | Seulement dans aon (tout).                                                 |
| aoi   | [iː]       | gaois      | sagacité          | Entre une consonne vélarisée et une consonne palatalisée.             | Se prononce [eː] dans les dialectes du sud.                                |
| bh    | [w~vˠ]     | dubh       | noir              | Vélarisée.                                                            | Vélarisée.                                                                 |
| bh    | [vʲ]       | bhéal      | bouche            | Palatalisée.                                                          | Palatalisée.                                                               |
| bhf   | [w~vˠ]     | bhfuinneog | fenêtre           | Vélarisée.                                                            | Éclipse de ‹ f ›.                                                          |
| bhf   | [vʲ]       | bhfíon     | vin               | Palatalisée.                                                          | Éclipse de ‹ f ›.                                                          |
| bp    | [bˠ]       | bpoll      | trou              | Vélarisée.                                                            | Éclipse de ‹ p ›.                                                          |
| bp    | [bʲ]       | bpríosún   | prison            | Palatalisée                                                           | Éclipse de ‹ p ›.                                                          |
| ch    | [ x]       | cháis      | fromage           | Vélarisée.                                                            | Vélarisée.                                                                 |
| ch    | [ç]        | deich      | dix               | Palatalisée.                                                          |                                                                            |
| ch    | [h]        | oíche      | nuit              | Palatalisée.                                                          | Entre deux voyelles.                                                       |
| dh    | [ɣ]        | dhorn      | poing             | Vélarisée.                                                            | En début de mot.                                                           |
| dh    | Muet       | ádh        | chance            | Vélarisée.                                                            | Après une voyelle longue.                                                  |
| dh    | [ʝ]        | dhearg     | rouge             | Palatalisée.                                                          |                                                                            |
| dt    | [d̪ˠ]       | dt'aisce   | trésor            | Vélarisée.                                                            | Éclipse de ‹ t ›.                                                          |
| dt    | [dʲ]       | dtír       | pays              | Palatalisée.                                                          | Éclipse de ‹ t ›. Se prononce [dʑ] dans les dialectes du nord.             |
| ea    | [ɔ]        | beag       | petit             | Seulement dans beag (petit).                                          | Seulement dans beag (petit).                                               |
| ea(i) | [a]        | veain      | van               | Entre une consonne palatalisée et une consonne vélarisée.             |                                                                            |
| ea(i) | [aː]       | feanntach  | sévère            | Entre une consonne palatalisée et une consonne vélarisée.             | Avant rd, rl ou rn ou en fin de syllabe avant ll, nn ou rr.                |
| ea(i) | [ə]        | seisean    | session           | Entre une consonne palatalisée et une consonne vélarisée.             | Syllabe ne portant pas l'accent tonique.                                   |
| éa    | [eː]       | buidéal    | bouteille         | Entre une consonne palatalisée et une consonne vélarisée.             | Entre une consonne palatalisée et une consonne vélarisée.                  |
| eá    | [aː]       | caisleán   | château           | Entre une consonne palatalisée et une consonne vélarisée.             | Entre une consonne palatalisée et une consonne vélarisée.                  |
| eái   | [aː]       | caisleáin  | châteaux          | Entre une consonne palatalisée et une consonne vélarisée.             | Entre une consonne palatalisée et une consonne vélarisée.                  |
| ei    | [ɛ]        | ceist      | question          | Avant une consonne palatalisée.                                       |                                                                            |
| ei    | [ɪ]        | geimhreadh | hiver             | Avant une consonne palatalisée.                                       | Avant m, mh ou n.                                                          |
| ei    | [eː]       | eirleach   | destruction       | Avant une consonne palatalisée.                                       | Avant rd, rl ou rn.                                                        |
| ei    | [əi]       | feill      | excessivement     | Avant une consonne palatalisée.                                       | En fin de syllabe avant ll.                                                |
| ei    | [iː]       | greim      | le fait de saisir | Avant une consonne palatalisée.                                       | En fin de syllabe avant nn ou en fin de mot avant m.                       |
| éi    | [eː]       | scéimh     | beauté            | Entre deux consonnes palatalisées.                                    | Entre deux consonnes palatalisées.                                         |
| eo    | [oː]       | ceol       | musique           | Entre une consonne palatalisée et une consonne vélarisée.             | Entre une consonne palatalisée et une consonne vélarisée.                  |
| eo    | [ɔ]        | anseo      | ici               | Extrêmement rare.                                                     | Extrêmement rare.                                                          |
| eoi   | [oː]       | baileoimid | nous réunirons    | Entre une consonne palatalisée et une consonne vélarisée.             | Entre une consonne palatalisée et une consonne vélarisée.                  |
| fh    | Muet       | fhuinneog  | fenêtre           |                                                                       |                                                                            |
| gc    | [ɡ]        | gcáis      | fromage           | Vélarisée.                                                            | Éclipse de ‹ c ›.                                                          |
| gc    | [ ɟ]       | gceist     | question          | Palatalisée.                                                          | Éclipse de ‹ c ›.                                                          |
| gh    | [ɣ]        | ghasúr     | garçon            | Vélarisée.                                                            | En début de mot.                                                           |
| gh    | Muet       | Eoghan     | (prénom m.)       | Vélarisée.                                                            | Après une voyelle longue.                                                  |
| gh    | [ʝ]        | gheata     | passerelle        | Palatalisée.                                                          | Palatalisée.                                                               |
| idh   | [iː]       | tuillidh   | addition (gén.)   | Entre deux consonnes vélarisées.                                      | Se prononce [oː] à Donegal.                                                |
| igh   | [iː]       | coiligh    | coq (gén.)        | Entre deux consonnes vélarisées.                                      | Se prononce [oː] à Donegal.                                                |
| io    | [ɪ]        | cion       | affection         | Entre une consonne palatalisée et une consonne vélarisée.             | Avant une consonne coronale ou th.                                         |
| io    | [ʊ]        | tiomáin    | conduire          | Entre une consonne palatalisée et une consonne vélarisée.             | Avant une consonne non-coronale.                                           |
| io    | [iː]       | fionn      | cheveux clairs    | Entre une consonne palatalisée et une consonne vélarisée.             | En fin de syllabe avant nn.                                                |
| ío    | [iː]       | síol       | graine            | Entre une consonne palatalisée et une consonne vélarisée.             | Entre une consonne palatalisée et une consonne vélarisée.                  |
| iu    | [ʊ]        | fliuch     | humide            | Entre une consonne palatalisée et une consonne vélarisée.             | Entre une consonne palatalisée et une consonne vélarisée.                  |
| iú    | [uː]       | siúl       | (la) marche       | Entre une consonne palatalisée et une consonne vélarisée.             | Entre une consonne palatalisée et une consonne vélarisée.                  |
| iúi   | [uː]       | inniúil    | convenable        | Entre deux consonnes palatalisées.                                    | Entre deux consonnes palatalisées.                                         |
| ll    | [l̪ˠ]       | pol        | trou              | Vélarisée.                                                            | Vélarisée.                                                                 |
| ll    | [l̪ʲ]       | coill      | forêt             | Palatalisée.                                                          | Souvent prononcée [lʲ].                                                    |
| mb    | [mˠ]       | mbaineann  | (il) prend        | Vélarisée.                                                            | Éclipse de ‹ b ›.                                                          |
| mb    | [mʲ]       | mbéal      | bouche            | Palatalisée.                                                          | Éclipse de ‹ b ›.                                                          |
| mh    | [w~vˠ]     | lámha      | mains             | Vélarisée.                                                            | Vélarisée.                                                                 |
| mh    | [vʲ]       | uimhir     | nombre            | Palatalisée.                                                          | Palatalisée.                                                               |
| nc    | [ŋk]       | ancaire    | ancre             | Vélarisée.                                                            | Vélarisée.                                                                 |
| nc    | [ŋc]       | rinc       | danse             | Palatalisée.                                                          | Palatalisée.                                                               |
| nd    | [nˠ]       | ndorn      | poing             | Vélarisée.                                                            | Éclipse de ‹ d ›, souvent prononcée [n̪ˠ].                                  |
| nd    | [nʲ]       | ndearg     | rouge             | Palatalisée.                                                          | Éclipse de ‹ d ›.                                                          |
| ng    | [ŋ]        | ngasúr     | garçon            | Vélarisée.                                                            | En début de mot, éclipse de ‹ g ›.                                         |
| ng    | [ŋɡ]       | long       | navire            | Vélarisée.                                                            | En milieu ou en fin de mot.                                                |
| ng    | [ ɲ]       | ngeata     | passerelle        | Palatalisée                                                           | En début de mot, éclipse de ‹ g ›.                                         |
| ng    | [ ɲɟ]      | ingear     | vertical          | Palatalisée                                                           | En milieu ou en fin de mot.                                                |
| ng    | [nʲ]       | scilling   | shilling          | Palatalisée                                                           | Dans les mots terminant par le groupe ing ne portant pas l'accent tonique. |
| nn    | [n̪ˠ]       | ceann      | tête              | Vélarisée.                                                            | Vélarisée.                                                                 |
| nn    | [n̪ʲ]       | againne    | notre             | Palatalisée.                                                          | Souvent prononcée [nʲ].                                                    |
| obh   | [əu̯]       | lobhar     | lépreux           | Entre deux consonnes vélarisées.                                      | Se prononce [oː] à Donegal.                                                |
| odh   | [əu̯]       | bodhar     | sourd             | Entre deux consonnes vélarisées.                                      | Se prononce [oː] à Donegal.                                                |
| ogh   | [əu̯]       | rogha      | choix             | Entre deux consonnes vélarisées.                                      | Se prononce [oː] à Donegal.                                                |
| oi    | [ɛ]        | scoil      | école             | Entre une consonne vélarisée et une consonne palatalisée.             |                                                                            |
| oi    | [ɔ]        | cois       | pied              | Entre une consonne vélarisée et une consonne palatalisée.             | Avant s, cht, rs, rt ou rth.                                               |
| oi    | [ɪ]        | roimh      | avant             | Entre une consonne vélarisée et une consonne palatalisée.             | À côté de n, m ou mh.                                                      |
| oi    | [əi]       | coill      | forêt             | Entre une consonne vélarisée et une consonne palatalisée.             | En fin de syllabe avant ll.                                                |
| oi    | [iː]       | droim      | arrière           | Entre une consonne vélarisée et une consonne palatalisée.             | En fin de syllabe avant nn ou en fin de mot avant m.                       |
| oi    | [oː]       | coirnéal   | coin              | Entre une consonne vélarisée et une consonne palatalisée.             | Avant rd, rl ou rn.                                                        |
| oi    | [ə]        | éadroime   | luminosité        | Entre une consonne vélarisée et une consonne palatalisée.             | Syllabe ne portant pas l'accent tonique.                                   |
| ói    | [oː]       | bádóir     | passeur           | Entre une consonne vélarisée et une consonne palatalisée.             | Entre une consonne vélarisée et une consonne palatalisée.                  |
| oí    | [iː]       | croíleacán | noyau             | Entre une consonne vélarisée et une consonne palatalisée.             | Entre une consonne vélarisée et une consonne palatalisée.                  |
| oío   | [iː]       | croíonna   | cœurs             | Entre deux consonnes vélarisées.                                      | Entre deux consonnes vélarisées.                                           |
| omh   | [əu̯~oː]    | domhnach   | dimanche          |                                                                       |                                                                            |
| ph    | [fˠ]       | pholl      | trou              | Vélarisée.                                                            | Vélarisée.                                                                 |
| ph    | [fʲ]       | phríosún   | prison            | Palatalisée.                                                          | Palatalisée.                                                               |
| sh    | [h]        | Shasana    | Angleterre        | Vélarisée.                                                            | Vélarisée.                                                                 |
| sh    | [h]        | shean      | vieux             | Palatalisée.                                                          |                                                                            |
| sh    | [ç]        | sheol      | navigué           | Palatalisée.                                                          | Avant le son [aː], [oː] ou [uː].                                           |
| th    | [h]        | thaisce    | trésor            | Vélarisée.                                                            | Vélarisée.                                                                 |
| th    | [h]        | theanga    | langue (org.)     | Palatalisée.                                                          |                                                                            |
| th    | [ç]        | thiúilip   | tulipe            | Palatalisée.                                                          | Avant le son [aː], [oː] ou [uː].                                           |
| th    | Muet       | cith       | douche            | En fin de syllabe                                                     | En fin de syllabe                                                          |
| ts    | [t̪ˠ]       | an tsolais | de la lumière     | Vélarisée.                                                            | Lénition de ‹ s › après an (le, la, les).                                  |
| ts    | [tʲ]       | an tSín    | la Chine          | Palatalisée.                                                          | Lénition de ‹ s › après an. Se prononce [tɕ] dans les dialectes du nord.   |
| ua    | [uə]       | fuar       | froid             |                                                                       |                                                                            |
| uai   | [uə]       | fuair      | eu, obtenu        |                                                                       |                                                                            |
| ui    | [ɪ]        | duine      | (une) personne    | Entre une consonne vélarisée et une consonne palatalisée.             |                                                                            |
| ui    | [ʊ]        | tuirseach  | fatigué           | Entre une consonne vélarisée et une consonne palatalisée.             | Avant cht, rs ou rt.                                                       |
| ui    | [iː]       | suim       | intérêt           | Entre une consonne vélarisée et une consonne palatalisée.             | En fin de syllabe avant ll, nn ou en fin de mot avant m.                   |
| ui    | [uː]       | duirling   | plage de galets   | Entre une consonne vélarisée et une consonne palatalisée.             | Avant rd, rl ou rn.                                                        |
| ui    | [ə]        | aguisín    | addition          | Entre une consonne vélarisée et une consonne palatalisée.             | Syllabe ne portant pas l'accent tonique.                                   |
| úi    | [uː]       | súil       | œil               | Entre une consonne vélarisée et une consonne palatalisée.             | Entre une consonne vélarisée et une consonne palatalisée.                  |
| uí    | [iː]       | buígh      | jaunir            |                                                                       |                                                                            |
| uío   | [iː]       | buíon      | groupe            |                                                                       |                                                                            |

Remarques :
- Il existe des prononciations irrégulières de dh, gh et th dans certaines formes verbales.
- Rh est parfois utilisé dans le Munster pour représenter la lénition du ‹ r › initial ([ɾʲ]).

## Italien
- ch correspond à [k] et est uniquement utilisé avant e et i.
- gh correspond à [g] et est uniquement utilisé avant e et i.
- gl correspond à [ʎ] avant i (il existe quelques exceptions).
- gn correspond à [ ɲ].
- sc correspond à [ ʃ ] avant e et i, mais à [sk] devant d'autres lettres.

## Néerlandais
- aa correspond à [a].
- ch correspond à [ x].
- ee correspond à [e].
- eu correspond à [ø].
- ie correspond à [i].
- ij correspond à [ɛɪ] ou [eɪ].
- ng correspond à [ŋ].
- oe correspond à [u].
- oo correspond à [o].
- sj correspond à [ ʃ ].
- ui correspond à la diphtongue [œy].
- uu correspond à [y].

## Occitan
- aa correspond à [a] (c'est un graphème typique du dialecte vivaro-alpin).
- ai correspond à [aj] (régionalement: [aj] en position tonique et [ej] en position atone).
- ao correspond à [ɔw] (c'est un graphème typique du dialecte vivaro-alpin).
- aoi correspond à [ɔj] (c'est un graphème typique du dialecte vivaro-alpin).
- au correspond à [aw] (régionalement: [aw] en position tonique et [ɔw] en position atone).
- ch correspond à [tʃ ] (régionalement: [ts]).
- iè correspond à [ jɛ] (régionalement: ie [ je]).
- ish (après voyelle) correspond à [ ʃ ] (c'est un graphème typique du dialecte gascon).
- lh correspond à [ʎ] (régionalement: [ j]).
- nh correspond à [ ɲ].
- n·h correspond à [n.h] (c'est un graphème typique du dialecte gascon).
- uè correspond à [ɥɛ] (régionalement: ue [ɥe, œ, we]).
- uò correspond à [ jɔ] ou plus rarement à [ɥɔ].
- sh correspond à [ ʃ ].
- s·h correspond à [s.h] (c'est un graphème typique du dialecte gascon).
- tg (devant e, i) correspond à [dʒ] (régionalement: [dz]).
- th correspond à [t] (c'est un graphème typique du dialecte gascon).
- tj (devant a, o, u) correspond à [dʒ] (régionalement: [dz]).

## Picardetwallon
- gh correspond à [g] devant e, i, y (équivalent de gu en français).
- xh correspond à [h] (H aspiré dans certains parlers wallons. (Xhendelesse, Xhendremael, Droixhe, etc.)

## Polonais
- ch correspond à [ x].
- cz correspond à [ t͡ʃ ].
- dz correspond à [d͡z].
- dź correspond à [ɖ͡ʐ ].
- dż correspond à [ d͡ʒ].
- rz correspond à [ ʒ].
- sz correspond à [ ʃ ].

## Portugais
- ãe et ãi correspondent à [ɐ̃ĩ̯].
- an, am et ân correspondent à [ɐ̃].
- ão correspond à [ɐ̃ũ̯].
- ch correspond à [ ʃ ].
- en, em et ên correspondent à [ẽ].
- gu correspond à [g] devant e ou i.
- in, im et ín correspondent à [ĩ]
- lh correspond à [ʎ].
- nh correspond à [ ɲ].
- on, om et ôn correspondent à [õ]
- qu correspond à [k] devant e ou i.
- rr correspond à [ʁ] entre deux voyelles.
- ss correspond à [s] entre deux voyelles.
- un, um et ûn correspondent à [ũ].

## Serbeetcroate
- lj correspond à [ʎ].
- nj correspond à [ ɲ].
- dž correspond à [ d͡ʒ].

## Sorabe
- bj correspond à [bʲ].
- pj correspond à [pʲ].
- mj correspond à [mʲ].

## Suédois
- ck correspond à [k].
- dj, hj et lj correspondent à [ j]
- kj et tj correspondent à [ç].
- sch, sj, skj et stj correspondent à [ ʃ ].
- sk correspond à [ ʃ ] devant e, i, y, ä ou ö (mais à [sk] devant d'autres lettres).

## Tchèque
- ch correspond à [ x].
- dž correspond à [ d͡ʒ] ; utilisé principalement dans des mots d'origine étrangère (džem [ d͡ʒɛm], confiture).

## Thaï(transcription)
- kh correspond à [kʰ].
- ng correspond à [ŋ].
- ph correspond à [pʰ].
- th correspond à [tʰ].